# Hoa Kỳ tại Thế vận hội Mùa hè 1896
Hoa Kỳ, tại Thế vận hội Mùa hè 1896 tại Athena, Hy Lạp, đã đoạt 20 huy chương, trong đó có 11 huy chương vàng. Đoàn Hoa Kỳ có 14 vận động viên tranh tài ở 3 bộ môn. Đa số vận động viên Hoa Kỳ là sinh viên của Đại học Harvard hoặc Đại học Princeton hay thành viên của Hiệp hội Điền kinh Boston. Đội tuyển luyện tập tại Trường Pennington, tại Pennington, New Jersey, khi đang bí mật chuẩn bị cho Thế vận hội hiện đại.

## Huy chương
Có 12 trong số 14 vận động viên Hoa Kỳ đoạt huy chương. Charles Waldstein, 1 vận động viên bắn súng, và Gardner Williams, 1 vận động viên bơi, là 2 người không giành được huy chương.

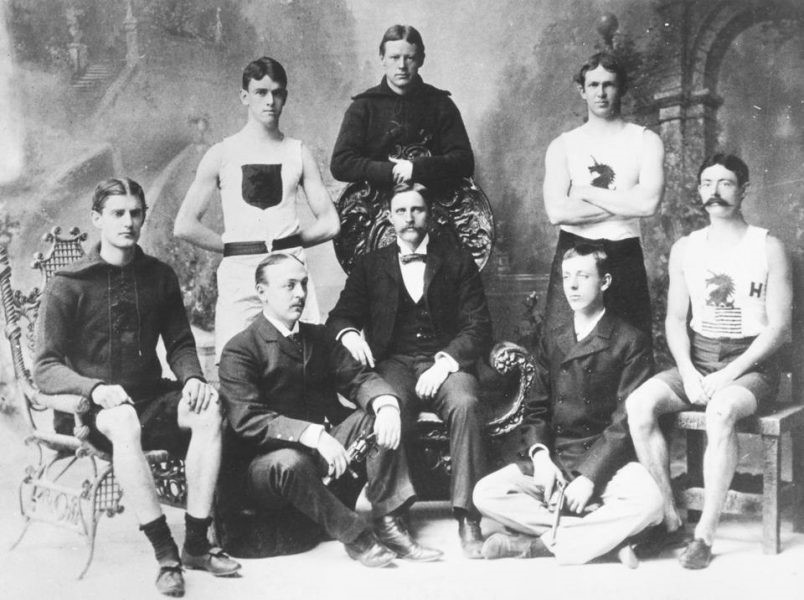
Vài thành viên trong đội tuyển Thế vận hội đầu tiên của Hoa Kỳ năm 1896. Đứng: T.E. Burke, Thomas P. Curtis, Ellery H. Clark. Ngồi: W.W. Hoyt, Sumner Paine, Huấn luyện viên John Graham, John B. Paine, Arthur Blake

### Vàng
- Tom Burke - điền kinh, 100 m
- Tom Burke - điền kinh, 400 m
- Ellery Clark - điền kinh, nhảy xa
- Ellery Clark - điền kinh, nhảy cao
- James Connolly - điền kinh, nhảy ba bước
- Thomas Curtis - điền kinh, 110 m vượt rào
- Robert Garrett - điền kinh, đẩy tạ
- Robert Garrett - điền kinh, ném đĩa
- Welles Hoyt - điền kinh, nhảy sào
- John Paine - bắn súng, súng ngắn quân sự
- Sumner Paine - bắn súng, súng ngắn đa hướng

### Bạc
- Arthur Blake - điền kinh, 1500 m
- James Connolly - điền kinh, nhảy cao
- Robert Garrett - điền kinh, nhảy xa
- Robert Garrett - điền kinh, nhảy cao
- Herbert Jamison - điền kinh, 400 m
- Sumner Paine - bắn súng, súng ngắn quân sự
- Albert Tyler - điền kinh, nhảy sào

### Đồng
- James Connolly - điền kinh, nhảy xa
- Francis Lane - điền kinh, 100 m

## Điền kinh

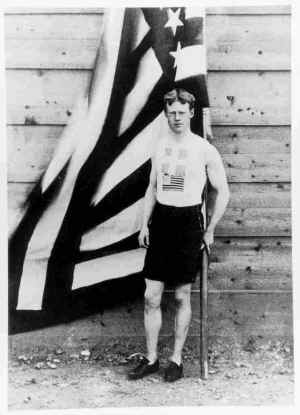
Thomas Curtis

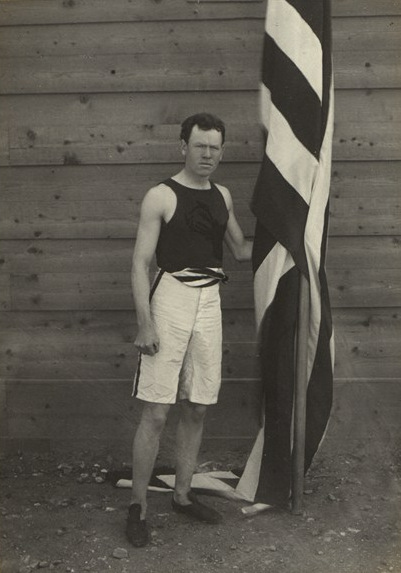
James Connolly

| Nội dung       | Hạng | Vận động viên   | Vòng loại          | Chung kết        |
| -------------- | ---- | --------------- | ------------------ | ---------------- |
|                |      |                 |                    |                  |
| 100 m          | 1    | Tom Burke       | 12,0 giây          | 12,0 giây        |
| 100 m          | 3    | Francis Lane    | 12,2 giây          | 12,6 giây        |
| 100 m          | –    | Thomas Curtis   | 12,2 giây          | Không bắt đầu    |
|                |      |                 |                    |                  |
| 400 m          | 1    | Tom Burke       | 58,4 giây          | 54,2 giây        |
| 400 m          | 2    | Herbert Jamison | 56,8 giây          | 55,2 giây        |
|                |      |                 |                    |                  |
| 1500 m         | 2    | Arthur Blake    | Không có vòng loại | 4:34,0           |
|                |      |                 |                    |                  |
| 110 m vượt rào | 1    | Thomas Curtis   | 18,4 giây          | 17,6 giây        |
| 110 m vượt rào | –    | Welles Hoyt     | Không biết         | Không bắt đầu    |
|                |      |                 |                    |                  |
| Maratong       | –    | Arthur Blake    | Không có vòng loại | Không hoàn thành |
|                |      |                 |                    |                  |

| Nội dung     | Hạng | Vận động viên  | Điểm dài nhất |
| ------------ | ---- | -------------- | ------------- |
|              |      |                |               |
| Nhảy xa      | 1    | Ellery Clark   | 6,35 m        |
| Nhảy xa      | 2    | Robert Garrett | 6,00 m        |
| Nhảy xa      | 3    | James Connolly | 5,84 m        |
|              |      |                |               |
| Nhảy ba bước | 1    | James Connolly | 13,71 m       |
|              |      |                |               |
| Nhảy cao     | 1    | Ellery Clark   | 1,81 m        |
| Nhảy cao     | 2    | James Connolly | 1,65 m        |
| Nhảy cao     | 2    | Robert Garrett | 1,65 m        |
|              |      |                |               |
| Nhảy sào     | 1    | Welles Hoyt    | 3,30 m        |
| Nhảy sào     | 2    | Albert Tyler   | 3,20 m        |
|              |      |                |               |
| Đẩy tạ       | 1    | Robert Garrett | 11,22         |
| Đẩy tạ       | –    | Ellery Clark   | Không biết    |
|              |      |                |               |
| Ném đĩa      | 1    | Robert Garrett | 29,15 m       |
|              |      |                |               |

## Bắn súng
| Nội dung            | Hạng | Vận động viên     | Điểm       | Trúng      |
| ------------------- | ---- | ----------------- | ---------- | ---------- |
|                     |      |                   |            |            |
| Súng trường quân sự | –    | Charles Waldstein | Không biết | Không biết |
|                     |      |                   |            |            |
| Súng ngắn quân sự   | 1    | John Paine        | 442        | 25         |
| Súng ngắn quân sự   | 2    | Sumner Paine      | 380        | 23         |
|                     |      |                   |            |            |
| Súng ngắn đa hướng  | 1    | Sumner Paine      | 442        | 24         |
|                     |      |                   |            |            |

## Bơi
| Nội dung       | Hạng | Vận động viên    | Thời gian  |
| -------------- | ---- | ---------------- | ---------- |
|                |      |                  |            |
| 100 m bơi sải  | –    | Gardner Williams | Không biết |
|                |      |                  |            |
| 1200 m bơi sải | –    | Gardner Williams | Không biết |
|                |      |                  |            |